# 末広亭清風

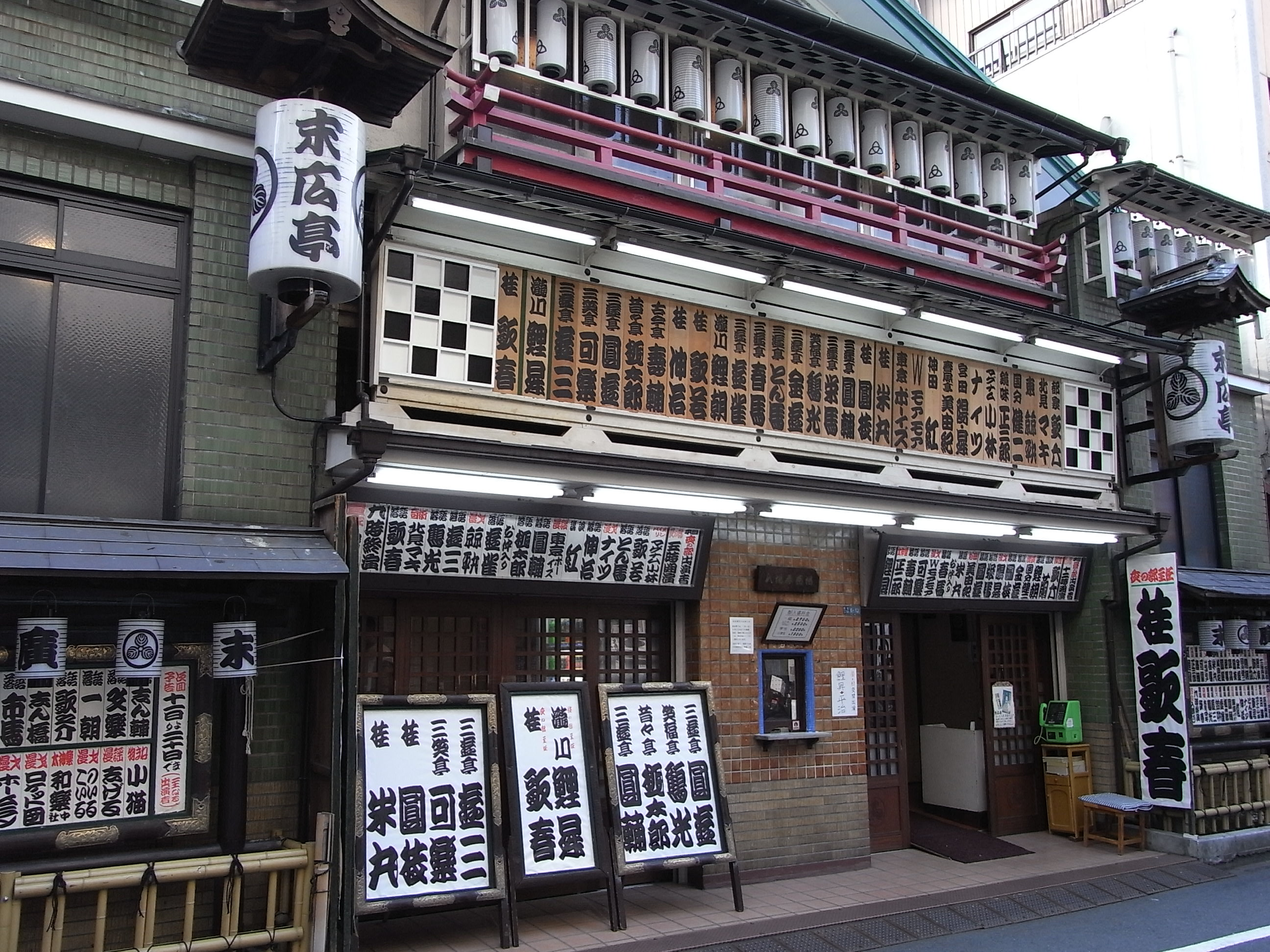
新宿 末廣亭（2008年7月5日撮影）

末広亭清風（すえひろてい　せいふう）は、明治初年の浪曲師。今に残る色物の寄席「新宿末広亭」の主人として名が残る。

## 来歴
出身は一説に名古屋。中京節の大家として、覇を唱えた。前名を吉川辰次と言い、吉川辰丸から初代末広亭辰丸、次いで末広亭清風または清翁と名乗り、末広亭派を樹立した。「祐天仙之助」などを読物としたが、美しい男前で、舌が長く垂れるように口を開いたまま語っていく中に、品の好いユーモアが滲み溢れた。男っぷりのいい上に、大へんな着道楽で、夏も汗をいとわず、いい拵えをしてゾロゾロ練り歩く。しかも、少し着ると飽きっぽくてすぐ人にゆずってしまう。浅草の古着屋で気に入ったものを見つけ、自分の着ていたものをそっくり脱いで、それを買ってきたなどの逸話もある。あまりいい装をして歩くので人だかりがし、往来止めになったバカバカしい出来事もあった。ふんどしは不潔だということで、紙こよりで男根を包み上げ、使い捨てたという逸話が、子供の時分より懇意にされていた三遊亭圓生の談話としてその著書『寄席切絵図』に描かれている。また、寄席「堀江亭」を買い取り、「末広亭」という名前にし、終戦まで経営した。今の「新宿末広亭」である。門下には、人呼んでハイカラ辰丸（二代目末広亭辰丸）がいる。